# E-Prix di Punta del Este 2015
L'E-Prix di Punta del Este 2015 (ufficialmente il 2015 FIA Formula E Julius Baer Punta del Este E-Prix) è stato un evento automobilistico per monoposto esclusivamente elettriche. La gara è stata vinta dal pilota svizzero Sébastien Buemi, al volante della Renault e.Dams.

## Resoconto

### Prima della gara
A causa di un infortunio del pilota della Mahindra Nick Heidfeld, fa il suo debutto nella categoria il britannico Oliver Rowland, campione della WSR 3.5.
Il Team Trulli, dopo il fallimento delle verifiche tecniche a Putrajaya, decide di ritirarsi dal campionato. Il numero delle vetture scende così a 18.
Per questa stagione il circuito ha subito alcune modifiche. La prima curva è stata cambiata, prima era una chicane destra-sinistra, ora è un sinistra destra. Questo per evitare rischi di incroci pericolosi tra le vetture in pista e quelle che escono dal box.

## Classifiche

### Qualifiche
La Dragon Racing monopolizza la prima fila con Jérôme d'Ambrosio in pole, anche grazie all'errore commesso da Sébastien Buemi nella superpole. Buona la qualifica della NEXTEV TCR che, per la prima volta in stagione, riesce a issarsi a centro gruppo. Jacques Villeneuve commette un errore durante il suo giro lanciato danneggiando la sua vettura che non potrà essere riparata in tempo per la gara.
| Pos.                        | Nº | Pilota                 | Squadra                   | Q1       | SP       | Griglia |
| --------------------------- | -- | ---------------------- | ------------------------- | -------- | -------- | ------- |
| 1                           | 7  | Jérôme d'Ambrosio      | Dragon Racing             | 1:15.481 | 1:15.498 | 1       |
| 2                           | 6  | Loïc Duval             | Dragon Racing             | 1:15.748 | 1:15.875 | 2       |
| 3                           | 2  | Sam Bird               | DS Virgin Racing          | 1:15.790 | 1:16.109 | 3       |
| 4                           | 11 | Lucas Di Grassi        | ABT Schaeffler Audi Sport | 1:15.115 | 1:16.635 | 4       |
| 5                           | 9  | Sébastien Buemi        | Renault e.Dams            | 1:15.011 | 1:19.811 | 5       |
| 6                           | 8  | Nicolas Prost          | Renault e.Dams            | 1:15.913 |          | 6       |
| 7                           | 66 | Daniel Abt             | ABT Schaeffler Audi Sport | 1:15.993 |          | 7       |
| 8                           | 55 | António Félix da Costa | Team Aguri                | 1:16.014 |          | 8       |
| 9                           | 21 | Bruno Senna            | Mahindra Racing           | 1:16.048 |          | 9       |
| 10                          | 88 | Oliver Turvey          | NEXTEV TCR                | 1:16.154 |          | 10      |
| 11                          | 27 | Robin Frijns           | Andretti                  | 1:16.255 |          | 11      |
| 12                          | 1  | Nelson Piquet Jr.      | NEXTEV TCR                | 1:16.300 |          | 12      |
| 13                          | 4  | Stéphane Sarrazin      | Venturi                   | 1:16.353 |          | 13      |
| 14                          | 77 | Nathanaël Berthon      | Team Aguri                | 1:17.573 |          | 14      |
| 15                          | 28 | Simona de Silvestro    | Andretti                  | 1:18.281 |          | 15      |
| 16                          | 23 | Oliver Rowland         | Mahindra Racing           | 1:19.414 |          | 16      |
| 17                          | 25 | Jean-Éric Vergne       | DS Virgin Racing          | 1:19.946 |          | 17      |
| Tempo limite 110%: 1:21.512 |    |                        |                           |          |          |         |
| NQ                          | 12 | Jacques Villeneuve     | Venturi                   | 1:28.451 |          | NQ      |

### Gara
| Pos. | Nº | Pilota                 | Squadra                   | Giri | Tempo/Ritiro               | Griglia | Punti |
| ---- | -- | ---------------------- | ------------------------- | ---- | -------------------------- | ------- | ----- |
| 1    | 9  | Sébastien Buemi        | Renault e.Dams            | 33   | 45:59.697                  | 5       | 27    |
| 2    | 11 | Lucas Di Grassi        | ABT Schaeffler Audi Sport | 33   | +3.534                     | 4       | 18    |
| 3    | 7  | Jérôme d'Ambrosio      | Dragon Racing             | 33   | +6.725                     | 1       | 18    |
| 4    | 6  | Loïc Duval             | Dragon Racing             | 33   | +6.807                     | 2       | 12    |
| 5    | 8  | Nicolas Prost          | Renault e.Dams            | 33   | +21.057                    | 6       | 10    |
| 6    | 55 | António Félix da Costa | Team Aguri                | 33   | +22.410                    | 8       | 8     |
| 7    | 25 | Jean-Éric Vergne       | DS Virgin Racing          | 33   | +57.726                    | 17      | 6     |
| 8    | 66 | Daniel Abt             | ABT Schaeffler Audi Sport | 33   | +1:00.744                  | 7       | 4     |
| 9    | 4  | Stéphane Sarrazin      | Venturi                   | 33   | +1:03.559                  | 13      | 2     |
| 10   | 27 | Robin Frijns           | Andretti                  | 33   | +1:03.840                  | 11      | 1     |
| 11   | 28 | Simona de Silvestro    | Andretti                  | 32   | +1 giro                    | 15      |       |
| 12   | 88 | Oliver Turvey          | NEXTEV TCR                | 32   | +1 giro                    | 10      |       |
| 13   | 23 | Oliver Rowland         | Mahindra Racing           | 32   | +1 giro                    | 16      |       |
| 14   | 77 | Nathanaël Berthon      | Team Aguri                | 32   | +1 giro                    | 14      |       |
| 15   | 1  | Nelson Piquet Jr.      | NEXTEV TCR                | 31   | Incidente                  | 12      |       |
| Rit  | 21 | Bruno Senna            | Mahindra Racing           | 26   | Ritiro                     | 9       |       |
| Rit  | 2  | Sam Bird               | DS Virgin Racing          | 17   | Motore                     | 3       |       |
| NQ   | 18 | Jacques Villeneuve     | Venturi                   |      | Incidente nelle qualifiche |         |       |

## Classifiche dopo la gara

### Piloti
|  | Pos. | Pilota            | Punti |
|  | ---- | ----------------- | ----- |
|  | 1    | Sébastien Buemi   | 62    |
|  | 2    | Lucas Di Grassi   | 61    |
|  | 3    | Jérôme d'Ambrosio | 28    |
|  | 4    | Sam Bird          | 24    |
|  | 5    | Loïc Duval        | 24    |

### Squadre
|  | Pos. | Squadra                   | Punti |
|  | ---- | ------------------------- | ----- |
|  | 1    | Renault e.Dams            | 73    |
|  | 2    | ABT Schaeffler Audi Sport | 71    |
|  | 3    | Dragon Racing             | 52    |
|  | 4    | DS Virgin Racing          | 30    |
|  | 5    | Mahindra Racing           | 27    |

## Altre gare
- E-Prix di Punta del Este 2014
- E-Prix di Punta del Este 2018
- E-Prix di Putrajaya 2015
- E-Prix di Buenos Aires 2016